# Elaphoglossum latemarginatum
Elaphoglossum latemarginatum är en träjonväxtart som beskrevs av Holtt. Elaphoglossum latemarginatum ingår i släktet Elaphoglossum och familjen Dryopteridaceae. Inga underarter finns listade.